# 네버 해브 아이 에버
《네버 해브 아이 에버》(영어: Never Have I Ever)는 넷플릭스에서 2020년 4월부터 2023년 6월까지 방영된 미국의 코미디 드라마 텔레비전 시리즈이다. 민디 케일링이 매사추세츠주 보스턴 지역에서 보낸 본인 십대 시절 경험에 느슨하게 바탕하여 캘리포니아주 로스앤젤레스 샌퍼낸도밸리 셔먼오크스에 사는 한 인도계 미국인 여학생의 성장기를 그려냈다. 평단으로부터 대체로 좋은 평가를 받았다.

## 개요
셔먼오크스 인도계 타밀족 고등학생 데이비는 사랑하는 아버지가 급작스럽게 사망하자 충격을 받아 심적외상으로 마비가 돼 휠체어 신세가 된다. 그러나 3개월 후 짝사랑하는 남학생을 보려고 애를 쓰다가 기적적으로 일어서게 된다. 이후 데이비는 상실의 슬픔, 정체성 문제, 진학 고민 등을 마주하며 평탄치 않은 학교 생활을 헤쳐나간다.
데이비는 자신이 속한 사회 내 위치를 바꿔보고 싶어하지만 주변 친구와 가족은 도움을 주지 않는다. 한편 진정한 짝을 찾기까지 데이비의 연애사는 그 나이대다운 미숙한 감정 처리와 갖은 우여곡절로 점철되며, 질투로 다른 여학생이 신경성 식욕부진증이라는 소문을 내기도 한다. 주변인들은 레즈비언 커밍아웃, 중매결혼 문제 등을 겪는다.

## 출연진
- 마이트레이 라머크리슈넌 - 데이비 비슈와쿠마(데비 비슈와쿠마르) 역
- 푸르나 자가나탄 - 날리니 비슈와쿠마르 역
- 리차 무어자니 - 카말라 난디와달 역
- 재런 루이슨 - 벤저민 "벤" 그로스 역
- 대런 바넷 - 팩스턴 홀요시다 역
- 러모나 영 - 엘리너 웡 역
- 리 로드리게스 - 패비올라 토레스 역
- 존 매킨로, 앤디 샘버그, 지지 하디드 - 해설